# Ernszt Sándor
Ernszt Sándor (Galgóc, 1870. április 21. – Budapest, 1938. november 19.) római katolikus pap, pápai prelátus, országgyűlési képviselő, a Magyar Királyság népjóléti minisztere 1930. szeptember 27-étől 1931. augusztus 24-áig, majd ismét 1931. augusztus 24-étől 1931. december 16-áig

## Életpályája
Középiskoláit Galgócon, Nagyszombatban és Esztergomban folytatta. Miután kiváló eredménnyel végezte el tanulmányait a Budapesti Hittudományi Egyetemen (ma: Pázmány Péter Katolikus Egyetem Hittudományi Kar), 1892-ben szentelték pappá. 
Ő alapította a Pressburger Tagblattot, majd 1897-től az Országos Néplap szerkesztője volt. Ugyancsak 1897-ben szerzett kánonjogi doktorátust. 1901-ben a Katolikus Néppárt programjával lett először országgyűlési képviselő. 1908-tól a Katolikus Népszövetség vezetője. 1918-ban megalakította a Keresztény Gazdasági és Szociális Pártot. A Tanácsköztársaság alatt Bécsben tagja volt az Antibolsevista Comitének. Ernszt pártja 1919 szeptemberében egyesült Friedrich István pártjával. 
1922-től nagyváradi kanonok, majd pápai prelátus. Amikor 1922. február 2-án  megalapították az Egységes Pártot, a kereszténypárt nehéz helyzetbe került. Miután Bethlent néhány képviselő követte az Egységes Pártba, a pártszakadás nyomán a Haller István vezette szárny ellenzékbe vonult, míg a Huszár Károly és Ernszt Sándor vezette csoport Keresztény Nemzeti Egység Pártja néven a kormányt támogatta önálló pártként. A KNEP megbízható koalíciós partner volt mindaddig, amíg 1926 elejére szétesett. 
Ernszt Sándor többször töltött be miniszteri tisztséget: 1930. szeptember 28-tól 1931. december 26-ig a Bethlen-, majd Károlyi Gyula kormányában népjóléti és munkaügyi, 1931. augusztus 24. és 1931. december 16. pedig között vallás- és közoktatásügyi miniszter is volt. 1931 januárjában megválasztották a Keresztény Községi Párt társelnökévé. Ezt a tisztségét haláláig megtartotta.

## Művei
- A kamat. Bp., 1890
- A keresztény nemzeti politika egy éve. Bp., 1921
- A katolikusok és az állam. Bp., 1929
- A Katholikus Népszövetség szükségessége. Bp., 1930